# 几内亚
几内亚共和國（法語：République de Guinée），通稱几内亚（Guinée），是位於西非的國家，東南接科特迪瓦，南臨利比里亞，西鄰塞拉利昂，北鄰几内亚比绍、塞内加尔，北和東北與馬里接壤。尼日尔河、塞内加尔河、冈比亚河在几内亚发源。几内亚本来是指非洲撒哈拉沙漠以南，几内亚湾以北的整个地区，它来源于柏柏尔语，意思是“黑人的国家”。
几内亚的经济主要依赖农业和矿产生产。它是世界上第二大铝土矿生产国，拥有丰富的钻石和黄金矿藏。该国是2014年埃博拉疫情的核心。几内亚的人权仍然是一个有争议的问题。2011年，美国政府声称，安全部队的酷刑和虐待妇女和儿童（例如残割女性生殖器）是持续侵犯人权的行为。

## 历史
在今天的几内亚境内过去曾有过许多帝国，它们兴旺又覆灭。1235年桑迪亚达·凯塔建立的马里帝国消灭了过去的索索帝国。马里帝国后来被从北方入侵的人消灭。1591年摩尔人入侵今天的几内亚。
从1735年到1898年摩爾人在几内亚中部建立了一个拥有宪法的国家。欧洲人从16世纪到19世纪在海岸地区从事奴隶贸易。从1850年开始法蘭西第二共和国开始对几内亚殖民，但尤其在内陆遭到顽强抵抗。
今天的几内亚的前身是一个法蘭西第三共和国于1890年建立的殖民地。首都科纳克里也是1890年创建的。
1958年几内亚通过全民公投，成为唯一選擇不加入法蘭西共同體而独立的法国殖民地，艾哈迈德·塞古·杜尔成为几内亚共和国的第一位总统。
1965年，几内亚总统杜尔以“干涉我国内政”为由，与宗主国法国断绝关系，直至1975年复交。
1970年11月葡萄牙入侵几内亚，试图支持流放的几内亚人建立一个新政府，但是失败。
1978年12月，改国号为「几内亚人民革命共和国」。1984年4月，复名「几内亚共和国」。
1984年3月26日杜尔逝世，兰萨纳·孔戴在一个军事委员会的支持下上台，建立第二共和国。
1990年邻国利比里亚和塞拉利昂发生内战，许多难民逃往几内亚。有时甚至有70多万难民在几内亚境内。直到2004年几内亚境内依然有约15万难民。
1993年12月19日几内亚进行第一次民主选举，原军政府领导人兰萨纳·孔戴在这次有争议的选举中当选为国家总统。次年1月第三共和国宣布成立。国内的不安形势有所减轻，但未完全停止。1996年2月一次军事政变未成功。1998年12月18日兰萨纳·孔戴以54%的选票再次当选，反对党指責这次选举舞弊，数日后反对党首领被捕。
从2000年9月到2001年3月几内亚成功地阻挡了塞拉利昂和利比里亚叛军的入侵。
2001年11月通过一次有争议的全民公投修改宪法，使孔戴可以在2003年后继续当任国家总统。2007年2月9日，孔戴任命欧仁·卡马拉为政府总理，遭到工会及反对派反对；2月26日，孔戴改任兰萨纳·库亚特为政府总理。
2008年12月23日，幾內亞政府官員宣布，幾內亞總統蘭薩納·孔戴22日晚在首都科納克里的醫院因病去世，終年74歲。有消息稱，幾內亞軍人隨即發動政變，幾內亞政府和議會已被解散。當天，一名叫穆薩·卡馬拉的上尉在幾內亞國家廣播電臺發表講話說，幾內亞從即日起停止一切政治和工會活動，同時成立一個由軍方和民間代表組成的協商委員會，暫時管理國家事務。
2010年至2020年，阿尔法·孔戴三次当选总统。
2021年9月5日，几内亚发生軍事政變，阿尔法·孔戴被扣押。

## 地理
几内亚位于非洲西部，北邻几内亚比绍、塞内加尔和马里，东接科特迪瓦，南界塞拉利昂和利比里亚，西濒大西洋，海岸线长352公里,面积约24.6万平方公里。地形复杂，全境分4个自然区：
- 西部（称下几内亚或沿海几内亚）面积36,133平方公里，为狭长的沿海平原。全区多沼泽，气温湿热，全年6-8个月为雨季，年降水量可达5000毫米，是主要经济作物区。该区大面积淤陷湿地为红树林区。
- 中部（中几内亚）为平均海拔900米的富塔贾隆高原，西非3条主要河流——尼日尔河、塞内加尔河和冈比亚河均发源于此，被称为“西非水塔”。
- 东北部（上几内亚）面积97000平方公里，为平均海拔约300米的台地。全区地势平坦，多灌乔木树林。布勒地区的黄金闻名于世。主要经济活动为畜牧业。
- 东南部（称森林几内亚）为几内亚高原，面积49 374平方公里，平均海拔500-600公尺，有大片热带原始森林，有海拔1752米的宁巴山，为全境最高峰。

几内亚沿海地区为热带季风气候，内地为热带草原气候。年降水量内陆为1000～1500毫米，沿海达4000毫米。

## 行政区划
几内亚全国划分为首都科纳克里市和七个行政区（REGION），行政区下辖省（PREFECTURE），省下分为专区（SOUS-PREFECTURE），基层行政单位为自然村或城市街道。
- 金迪亚区：金迪亚省、科亚省、杜布雷卡省、弗雷卡里亚省、特里梅莱省
- 博凯区：博凯省、博法省、弗里亚省、高瓦尔省、孔达拉省
- 拉贝区：拉贝省、库比亚省、莱鲁马省、马利省、杜盖省
- 马木区：马木省、达拉巴省、皮塔省
- 法拉纳区：法拉纳省、达波拉省、丁基拉耶省、吉西杜古省
- 恩泽雷科雷区：恩泽雷科雷省、贝拉省、盖凯杜省、洛拉省、马桑达省、尤木省
- 康康区：康康省、凯鲁阿内省、库鲁萨省、芒加纳省、西基里省

主要城市（2005年1月1日统计）有：科纳克里（187万人口）、恩泽雷科雷（13万人口）、金迪亚（12万人口）和康康（11万人口）。

## 人口
几内亚全国有20多个部族，其中较大的有三个：富拉人（Peul）约占全国人口的40％以上；马林凯人（Malinke，又称马宁加人）约占全国人口的30％以上；苏苏人（Soussou）约占16％。
几内亚最重要的宗教是逊尼派伊斯兰教。全国约87%的居民信奉伊斯兰教，5％信奉天主教，其余信奉拜物教。
几内亚的官方语言是法语，此外还有许多原住民使用其本土的语言。因为几内亚穆斯林自幼学习阿拉伯语，且操阿拉伯语的黎巴嫩人在几内亚占据着商业领域的半壁江山，因此阿拉伯语也较流行。
11,855,411（2018 年 7 月預計）
年龄结构：
- 0-14岁： 41.4%
- 15-24歲： 19.23%
- 25-54歲： 30.8%
- 55-64歲： 4.72%
- 65 歲及以上： 3.85%（2018 年預計）

人口增长率为2.75%%（2018年）
华人在当地的数量没有准确统计，主要集中在首都科纳克里。

## 经济

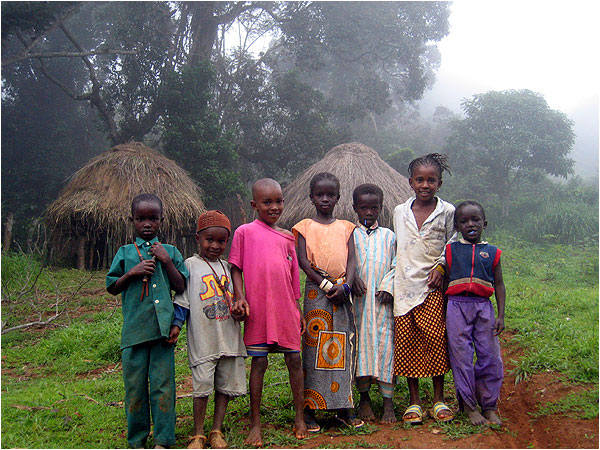
幾內亞村落中的孩童

几内亚是联合国公布的最不发达国家之一。经济以农业、矿业为主，工业基础薄弱。粮食不能自给。铝礬土、咖啡、可可和橡胶是几经济的主要支柱，但经济作物开发规模不大，难以同西非其他农业强国竞争。出口品种有限，国际收支失衡，绝大多数消费品完全依赖进口。主要进口商品为燃料，采矿和建筑设备，大米，水泥，化工产品，电气设备等。主要出口商品为铝矾土，黄金，氧化铝。該國鋁土礦大部分都出口到中華人民共和國。

## 交通基礎建設

### 空運與水運
科納克里國際機場是該國最大的機場，有飛往非洲其他城市和歐洲的航班，但國內航空服務並不固定。尼日河和米洛河可供河運。

### 鐵路
從科納克里經由庫魯薩至康康的鐵路建於 1904 年至 1910 年之間，於 1995 年停駛，並於 2007 年拆除（大部分鐵路被盜或以廢料出售）。在一個大規模開發鐵礦計畫中，提出修復客運鐵路的計劃並在 2010 年宣布開工，但對於貪汙的質疑使整個計畫，重建的只有一條 105 公里的礦物運輸用鐵路，與舊路線平行行駛至 Kalia 的礦山。還有一條國營礦物鐵路，長137公里，將 Sangarédi 的鋁土礦運到 Kamsar 港，以及一條 1960 年代興建，目前由俄羅斯鋁業公司俄鋁營運的窄軌鐵路，通到 Fria 的礦山（長143 公里）。
作為重啟 Simandou 鐵礦礦區開採計劃的一部分，新的開發財團於 2019 年承諾提供資金興建一條標準軌距鐵路，通往大西洋海岸的馬塔孔，並在該處投資200 億美元興建深水港。雖然這條長達 650 公里的路線比2019 年 10 月的可行性研究中，提出的向南通往賴比瑞亞布坎南港的替代路線要長得多，但往馬塔孔的路線完全位於幾內亞境內，並可協助沿線的農業發展計畫。

### 公路
幾內亞的公路車輛大多車齡超過20年，所有的四門車輛只要車主自行標記為出租車，就可以當作出租車。一般民眾鮮少擁有自用車，仰賴這些出租車（按座位收費）和小型巴士載運。另外，馬車與騾車是建材的主要運輸工具。
幾內亞的主要公路如下：
- N1 連接 科納克里、Coyah、Kindia、Mamou、Dabola、Kouroussa 和康康。
- N2 連接 Mamou、Faranah、基西杜古、Guékédou、Macenta、Nzérékoré 和 Lola。
- N4 連接 Coyah、Forécariah 和 Farmoreya。
- N5 連接 Mamou、Dalaba、Pita 和 Labé。
- N6 連接基西杜古、康康和錫吉里。
- N20 連接 Kamsar、Kolaboui 和 Boké。

## 外交

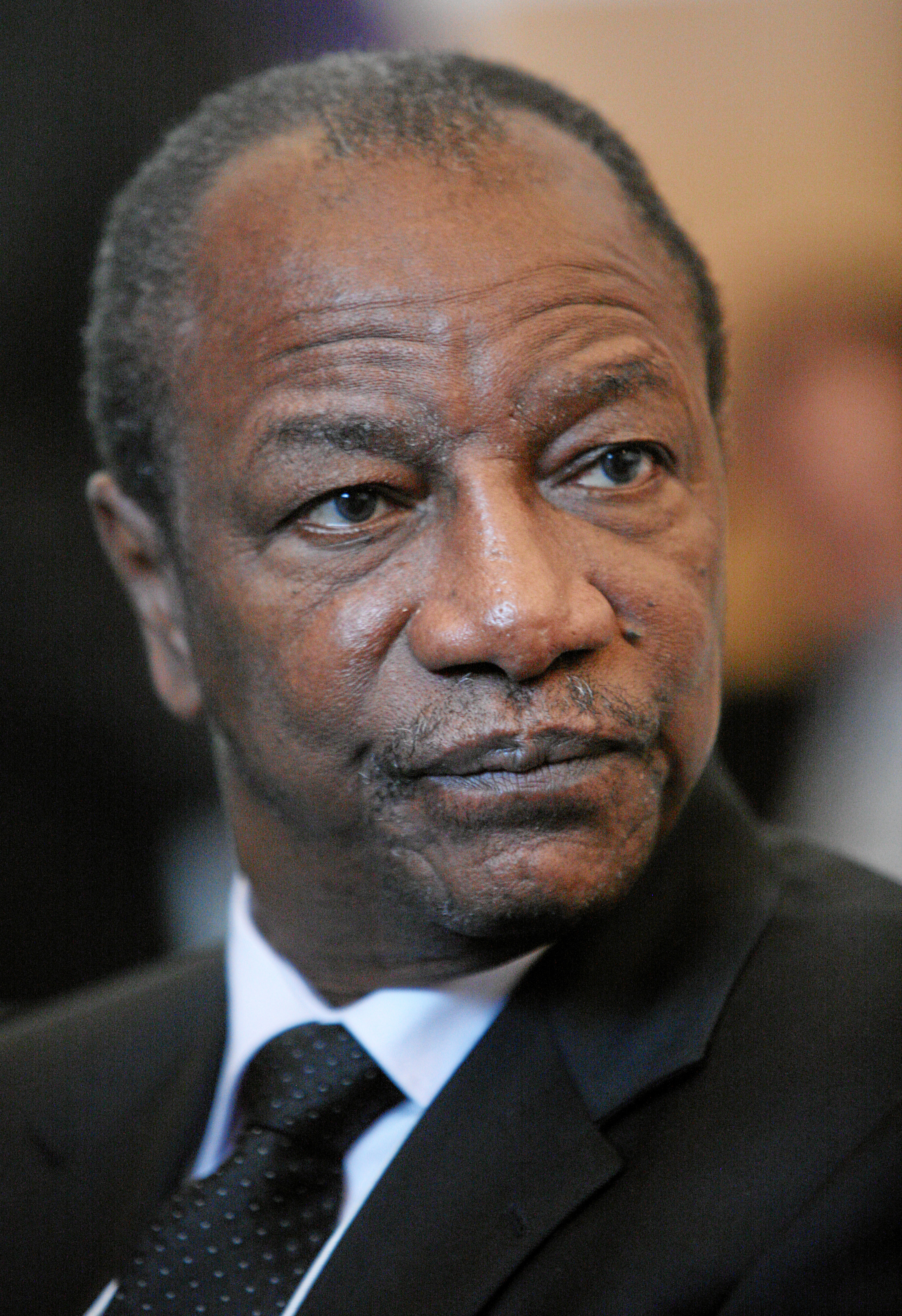
達沃斯/瑞士，2012 年1 月27 日- 2012 年1 月27 日，在瑞士達沃斯會議中心舉行的世界經濟論壇2012 年年會上，幾內亞總統阿爾法·孔戴(Alpha Conde)在「管理資源財富」會議上拍攝的照片。世界經濟論壇版權所有。 swiss-image.ch/攝影：Remy Steinegger

几内亚现为联合国、世界贸易组织、不结盟运动、伊斯兰合作组织、法语国家组织、非洲联盟（非盟）、西非国家经济共同体（西共体）、西非经济货币联盟、马诺河联盟等组织成员。
截止2020年2月，几内亚已与124个国家建立了外交关系。

### 与非洲国家的关系
几内亚重视与西非国家的往来，曾与塞拉利昂等国爆发冲突，后与塞拉利昂和利比里亚签署友好条约。
2019年7月4日，因几内亚总统阿尔法·孔戴日前邀请自称从索马里独立的索马里兰总统繆斯·比希·阿卜迪访问几内亚首都科纳克里，并为其举行欢迎仪式。索马里外交与国际合作部部长阿瓦德于次日（7月5日）在摩加迪沙宣布“因为几内亚侵犯了索马里主权与统一，索马里同几内亚断绝外交关系”。

### 与中国的关系
几内亚于1959年10月4日同中華人民共和國建交，是撒哈拉以南非洲各国中，第一个同中華人民共和國建交者。

### 与越南的关系
几内亚于1958年10月9日同越南民主共和国（北越）建交，几内亚亦是非洲各国中，第一个同越南建交者。

## 教育
几内亚的文盲率高达70%，小学入学率为50%，中学入学率只有10%，大学入学率低于1%。
几内亚有多所大学，主要在首都科纳克里，科纳克里大学为该国最大的高等院校；外省康康也有大学。

## 文化
几内亚属撒哈拉以南非洲，文化被北非阿拉伯国家和欧洲前宗主国法国影响，农村保留部落形态，国庆节为10月2日。

## 外部連結
- 维基导游上有關几内亚的旅行指南
- OpenStreetMap上有關几内亚的地理
- 維基媒體的几内亚地圖集  （英文）

9°31′N 13°42′W / 9.517°N 13.700°W